# 25813 Savannahshaw
25813 Savannahshaw este un asteroid din centura principală de asteroizi.

## Descriere
25813 Savannahshaw este un asteroid din centura principală de asteroizi. A fost descoperit pe 29 februarie 2000 la Socorro, New Mexico, în cadrul proiectului LINEAR. Asteroidul prezintă o orbită caracterizată de o semiaxă mare de 2,94 ua, o excentricitate de 0,04 și o înclinație de 0,8° în raport cu ecliptica.